# Lei Tenglong
Lei Tenglong (雷騰龍T, 雷腾龙S, Léi TénglóngP; Wuhan, 17 gennaio 1991) è un ex calciatore cinese, di ruolo difensore.

## Carriera

### Club

#### Beijing Guoan
Tenglong inizia a giocare nel Beijing Guoan, squadra in cui è cresciuto calcisticamente.
Nella stagione 2011-2012 viene aggregato alla rosa della prima squadra, venendo impiegato soprattutto come terzino destro dal tecnico Aleksandar Stanojević.

#### Marítimo
Il 31 luglio 2013 passa il prestito al Marítimo fino al termine della stagione.

### Nazionale
Ha fatto il suo esordio in Nazionale maggiore durante la fase finale della Coppa dell'Asia orientale 2015.

## Statistiche

### Cronologia presenze e reti in nazionale
| Cronologia completa delle presenze e delle reti in nazionale ― Cina | Cronologia completa delle presenze e delle reti in nazionale ― Cina | Cronologia completa delle presenze e delle reti in nazionale ― Cina | Cronologia completa delle presenze e delle reti in nazionale ― Cina | Cronologia completa delle presenze e delle reti in nazionale ― Cina | Cronologia completa delle presenze e delle reti in nazionale ― Cina | Cronologia completa delle presenze e delle reti in nazionale ― Cina | Cronologia completa delle presenze e delle reti in nazionale ― Cina |
| Data                                                                | Città                                                               | In casa                                                             | Risultato                                                           | Ospiti                                                              | Competizione                                                        | Reti                                                                | Note                                                                |
| ------------------------------------------------------------------- | ------------------------------------------------------------------- | ------------------------------------------------------------------- | ------------------------------------------------------------------- | ------------------------------------------------------------------- | ------------------------------------------------------------------- | ------------------------------------------------------------------- | ------------------------------------------------------------------- |
| 05-08-2015                                                          | Wuhan                                                               | Cina                                                                | 2 – 0                                                               | Corea del Nord                                                      | Coppa dell'Asia orientale 2015 - Fase finale                        | -                                                                   |                                                                     |
| Totale                                                              |                                                                     | Presenze                                                            | 1                                                                   |                                                                     | Reti                                                                | 0                                                                   |                                                                     |